# Viktor Horváth
Viktor Horváth (* 26. Februar 1978 in Székesfehérvár) ist ein ehemaliger ungarischer Pentathlet.

## Karriere
Horváth feierte bei Weltmeisterschaften große Erfolge, insgesamt gewann er zwölf Medaillen und wurde achtmal Weltmeister. 2001 sammelte er mit der Staffel und der Mannschaft seine ersten beiden Titel und wurde im Einzel Vizeweltmeister. Den Mannschaftstitel verteidigte er im Folgejahr, ebenso 2003. Auch mit der Staffel gewann er in diesem Jahr wieder den Titel. Seinen dritten Weltmeistertitel mit der Staffel gewann er 2005 und erhöhte die Titelzahl schon 2006 mit dem vierten Titel in dieser Disziplin. Er sicherte sich zudem Silber im Einzel und mit der Mannschaft. Mit der Mannschaft folgte 2007 sein einziger Gewinn einer Bronzemedaille. Seinen achten und letzten Weltmeistertitel gewann er schließlich 2007 in der Einzeldisziplin.
Bei Europameisterschaften sammelte Horváth sieben Medaillen und gewann dabei fünfmal den Titel. Mit der Mannschaft wurde er 2001 und 2005 Europameister, 2001 und 2003 mit der Staffel sowie 2007 im Einzel.
Horváth nahm 2008 an den Olympischen Spielen in Peking teil, wo er im Gesamtklassement am Ende den 19. Platz bekleidete. Im Anschluss an die Spiele beendete er seine Karriere.